# سيدا يوركلر
سيدا يوركلر (بالتركية: Seda Yörükler)‏ (من مواليد 28 مايو 1984 إزمير) هي لاعبة كرة يد تركية تلعب في المنتخب الوطني التركي.  